# Rue Lecourbe
La rue Lecourbe est une rue du 15e arrondissement de Paris.

## Situation et accès
La rue Lecourbe commence place Henri-Queuille, entre les boulevards Garibaldi et Pasteur et aboutit boulevard Victor après être passée sous le pont de la Petite Ceinture. Elle compte 182 numéros pairs et 181 numéros impairs.
Elle croise la rue Cambronne, la rue de l'Amiral-Roussin, la rue Péclet, la rue Pétel, la rue de l'Abbé-Groult, la rue de Javel, la rue de la Convention, la rue de la Croix-Nivert et la rue Vasco-de-Gama.
Le passage des Charbonniers, le square Pasteur, la rue Germaine-de-Staël, la rue Ernest-Renan, la rue Blomet, la rue Jean-Daudin, la rue François-Bonvin, la rue des Volontaires, la villa Poirier, le square Charles-Laurent, la rue Mademoiselle, la rue Léon-Séché, la rue Jeanne-Hachette, la rue Théophraste-Renaudot, la rue Charles-Lecocq, la rue Jules-Simon, la rue François-Mouthon, la rue Saint-Lambert, la rue de Casablanca, la rue Duranton, l'impasse Chandon, la rue Jean-Maridor, la villa Lecourbe, la villa Frédéric-Mistral, la villa Thoréton et la rue Leblanc commencent ou aboutissent rue Lecourbe.
Cette rue possède des voies privées, certaines ayant un nom, comme la villa Frédéric-Mistral, les autres simplement un numéro.

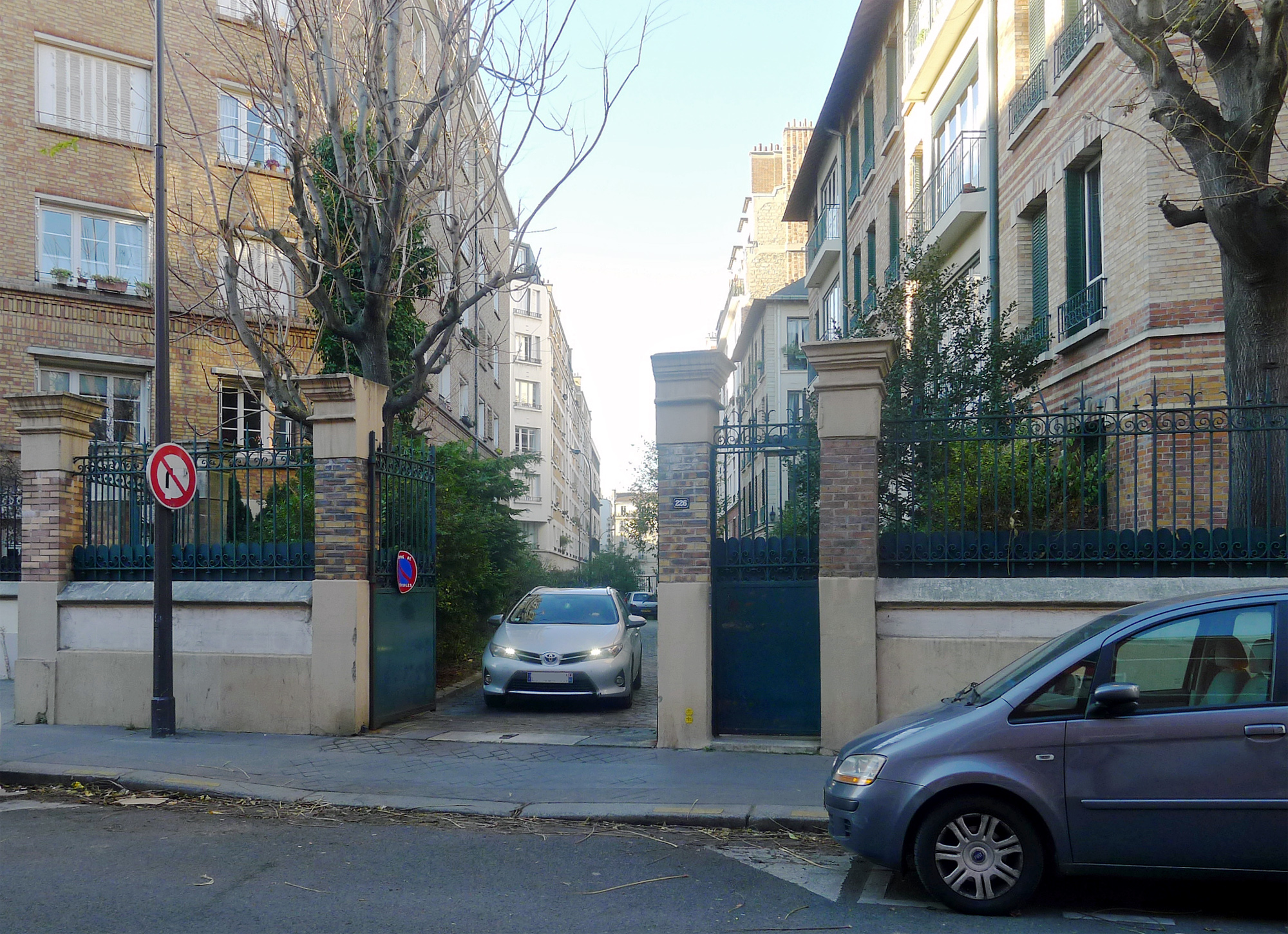
No 226.
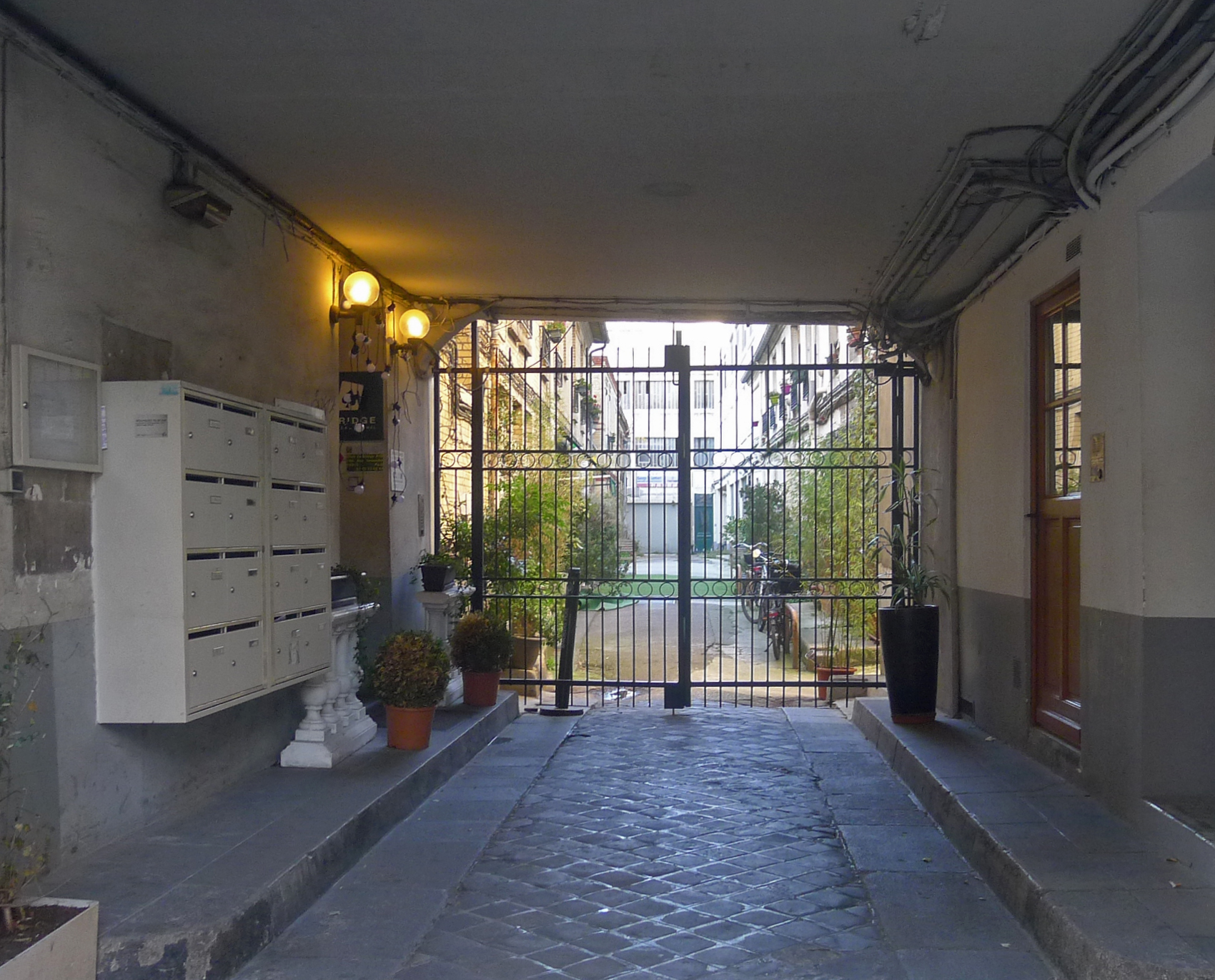
No 190.

Son bâti est dans l'ensemble assez hétérogène, avec peu de bâtiments datant d'avant 1900.

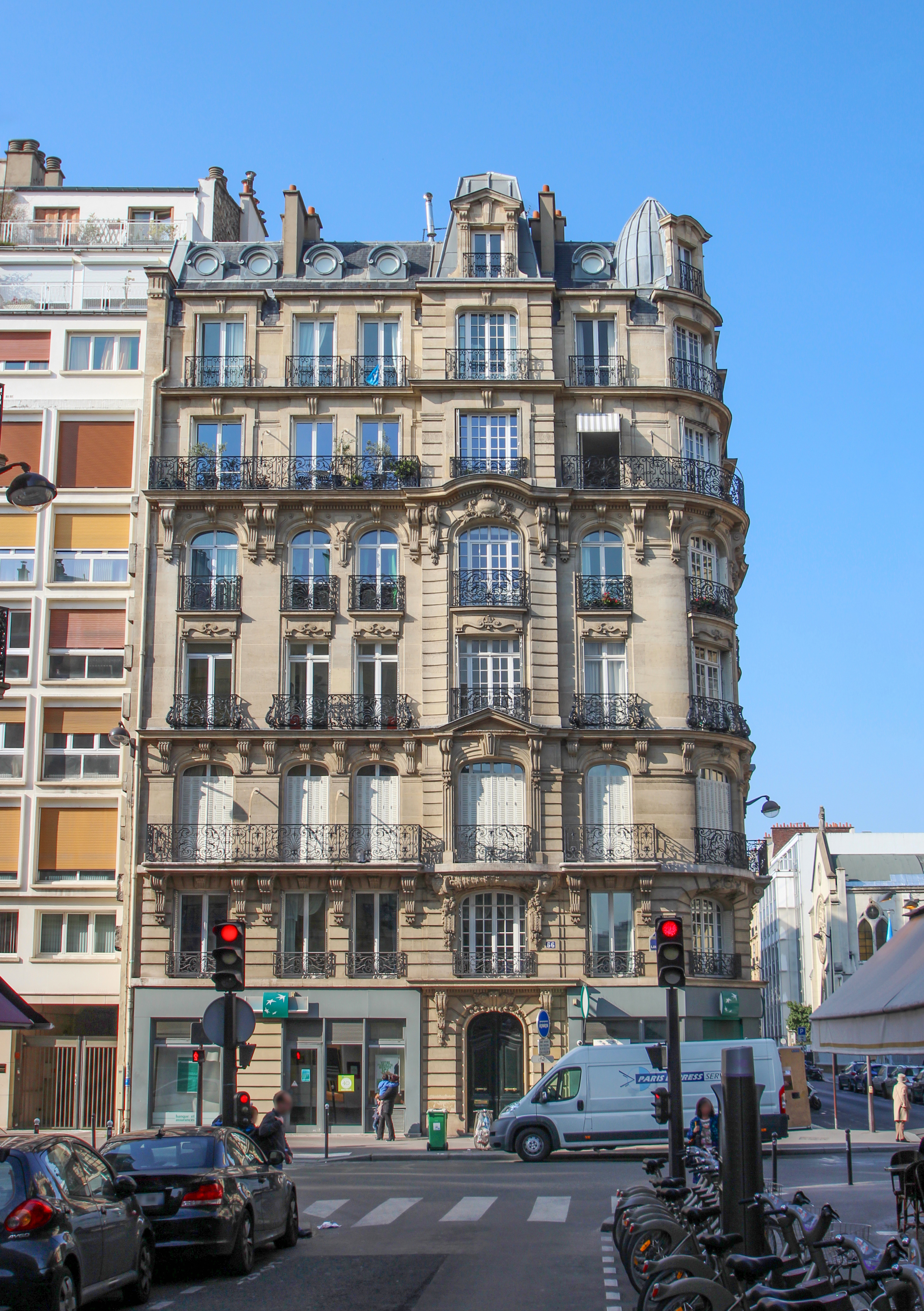
No 66.
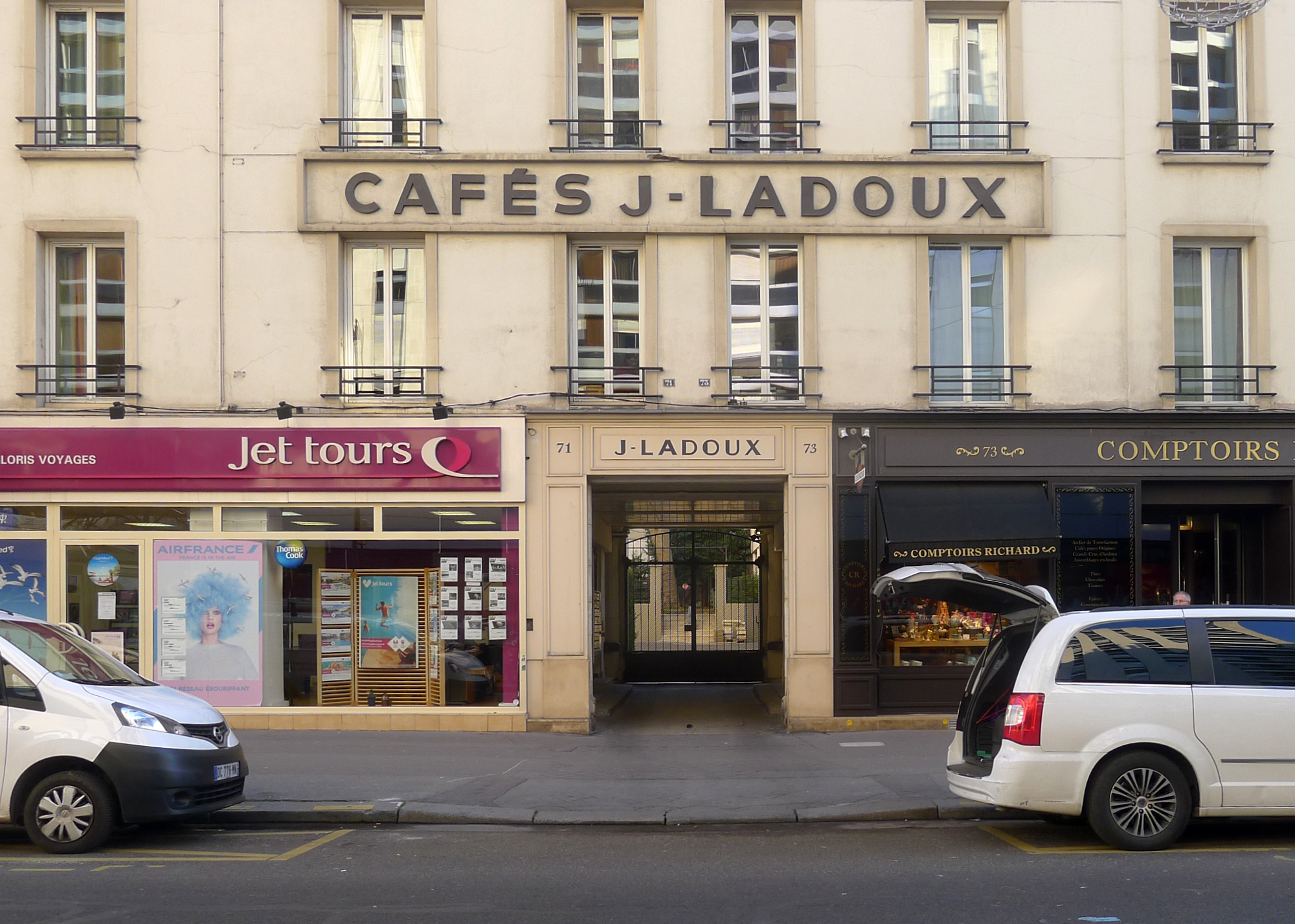
Nos 71-73.
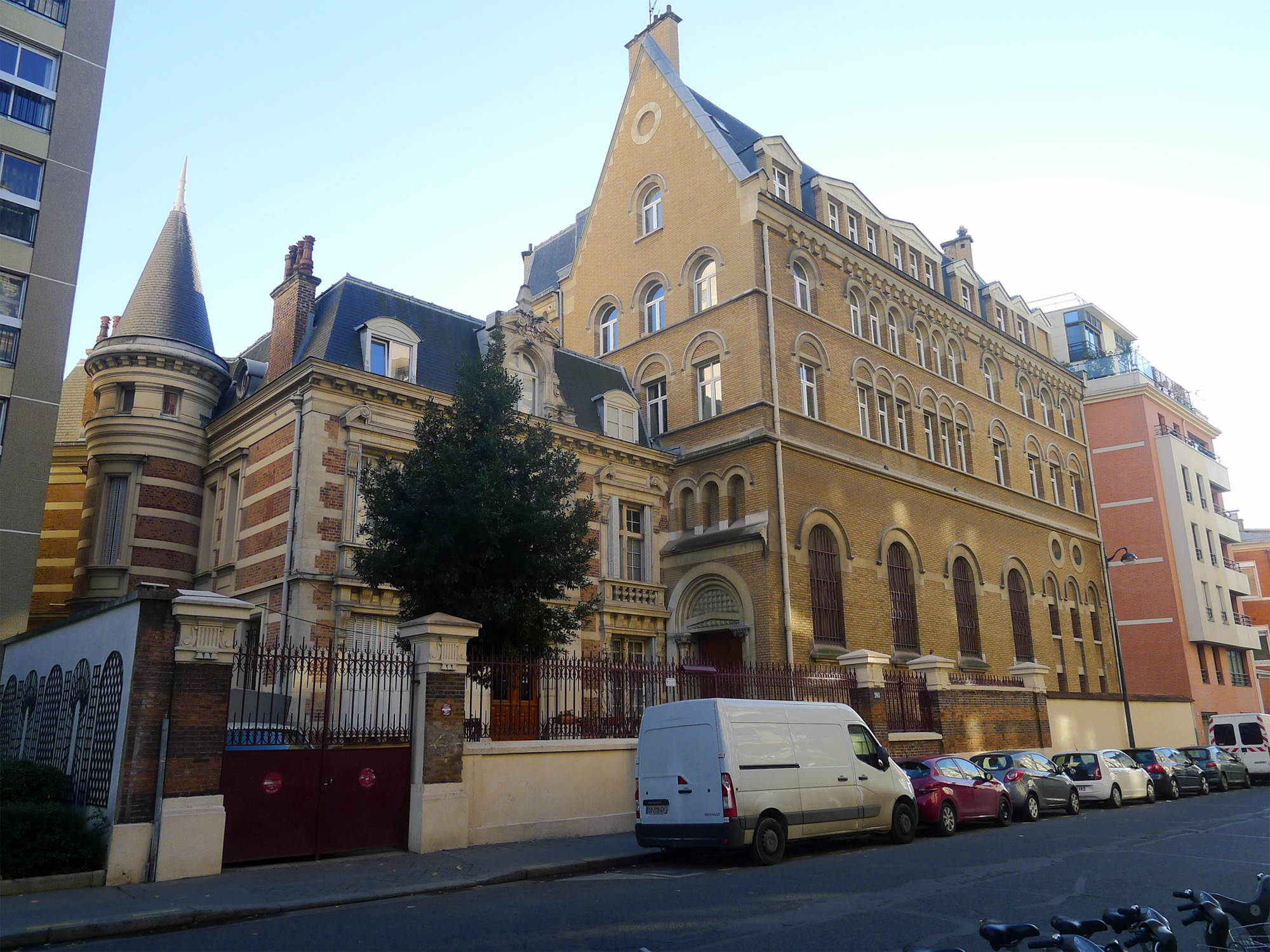
No 203.
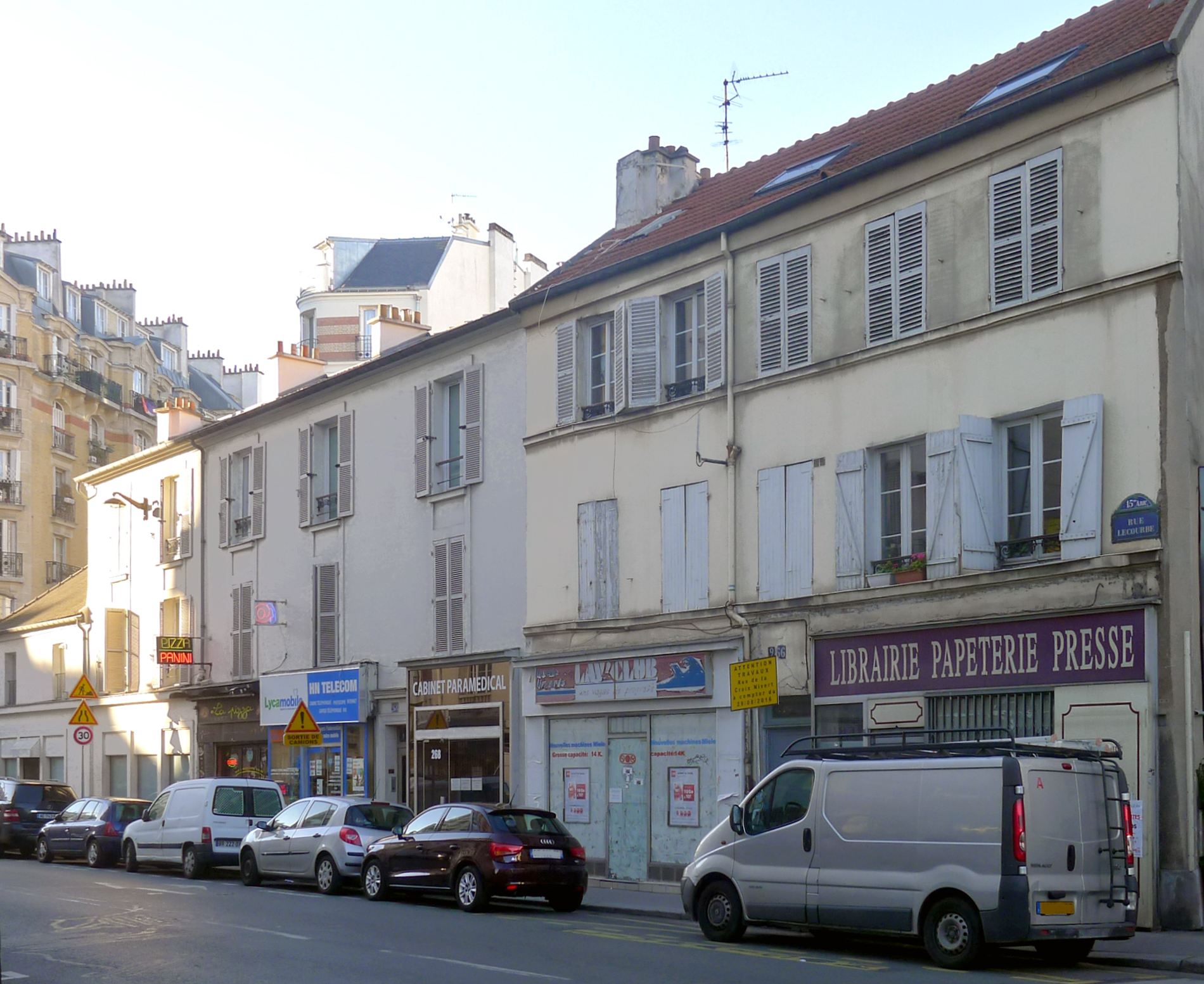
No 266.

Elle est à sens unique centre vers périphérie sur tout son trajet, sauf à son extrémité sud, entre le pont de la Petite Ceinture et le boulevard Victor, où elle est à double sens.

## Origine du nom
Cette rue honore Claude Jacques Lecourbe (1759-1815), général français de la Révolution et de l’Empire.

## Historique

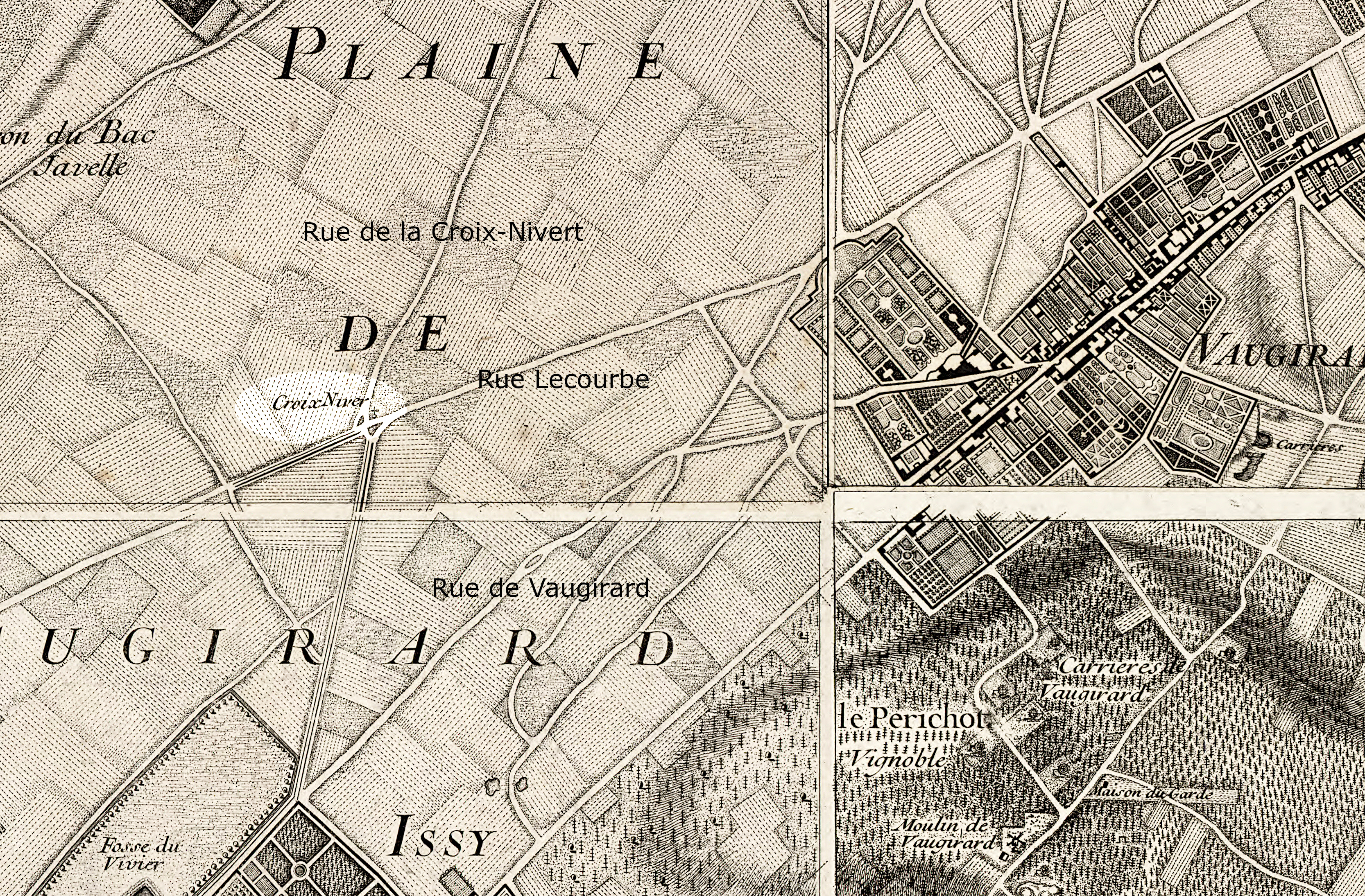
La future rue Lecourbe sur le plan de Roussel (Paris, 1730).

Cette rue suit le tracé d'une voie romaine qui reliait Lutèce à Sèvres et Meudon.
La rue Lecourbe, qui est une voie de la commune de Vaugirard est aussi mentionnée sur le plan de Jouvin de Rochefort de 1676 sous le nom de « grand chemin de Bretagne ».
De 1813 à 1851, pour la partie située entre les actuels boulevard Pasteur et la rue Cambronne, c'est une section de la route départementale no 61.
De 1825 à 1865, année de son annexion par Paris, la voie porte le nom de « rue de Sèvres » au nord de la rue Saint-Lambert et « grand chemin des Charbonniers » au-delà. Comme il conduisait au cimetière de Vaugirard, il fut pavé en 1835.
En  1865, la rue de Sèvres et « grand chemin des Charbonniers » fusionnent et la voie prend son nom actuel.
Le paysage de la rue est marqué par d’importantes différences d’échelle et de nombreuses respirations, dues à l’hétérogénéité des constructions. Les côtés pair et impair de la rue étant frappés par des servitudes d'alignement arrêtées jusqu'au début du XXe siècle et retenues par le plan d'occupation des sols de 1977 ; de nombreux immeubles (notamment des maisons faubouriennes) ont été démolis et les nouveaux édifices reconstruits en retrait. La réserve d'alignement a été finalement abandonnée en 1988, à l'occasion de la révision du plan d'occupation des sols.
Au nos 17, 107, 129, 190 et 266 des maisons faubouriennes cernées de part et d’autre par des immeubles plus haut ont été épargnées par les grandes transformations de la fin du XIXe siècle et du XXe siècle. La simplicité de leur élévation est caractéristique de l’architecture faubourienne. La construction au no 190 est à l’ancien alignement acté en 1813. Un des ultimes témoins faubouriens dans cette section de la rue, elle est visée par un projet immobilier. De l’autre côté de
la rue, des opérations des années 2000 ont conduit à la disparition de tout le front bâti faubourien, remplacé par des immeubles relativement hauts. 
Durant des travaux effectués en 1903, on a trouvé dans cette rue une mâchoire inférieure de mammouth.

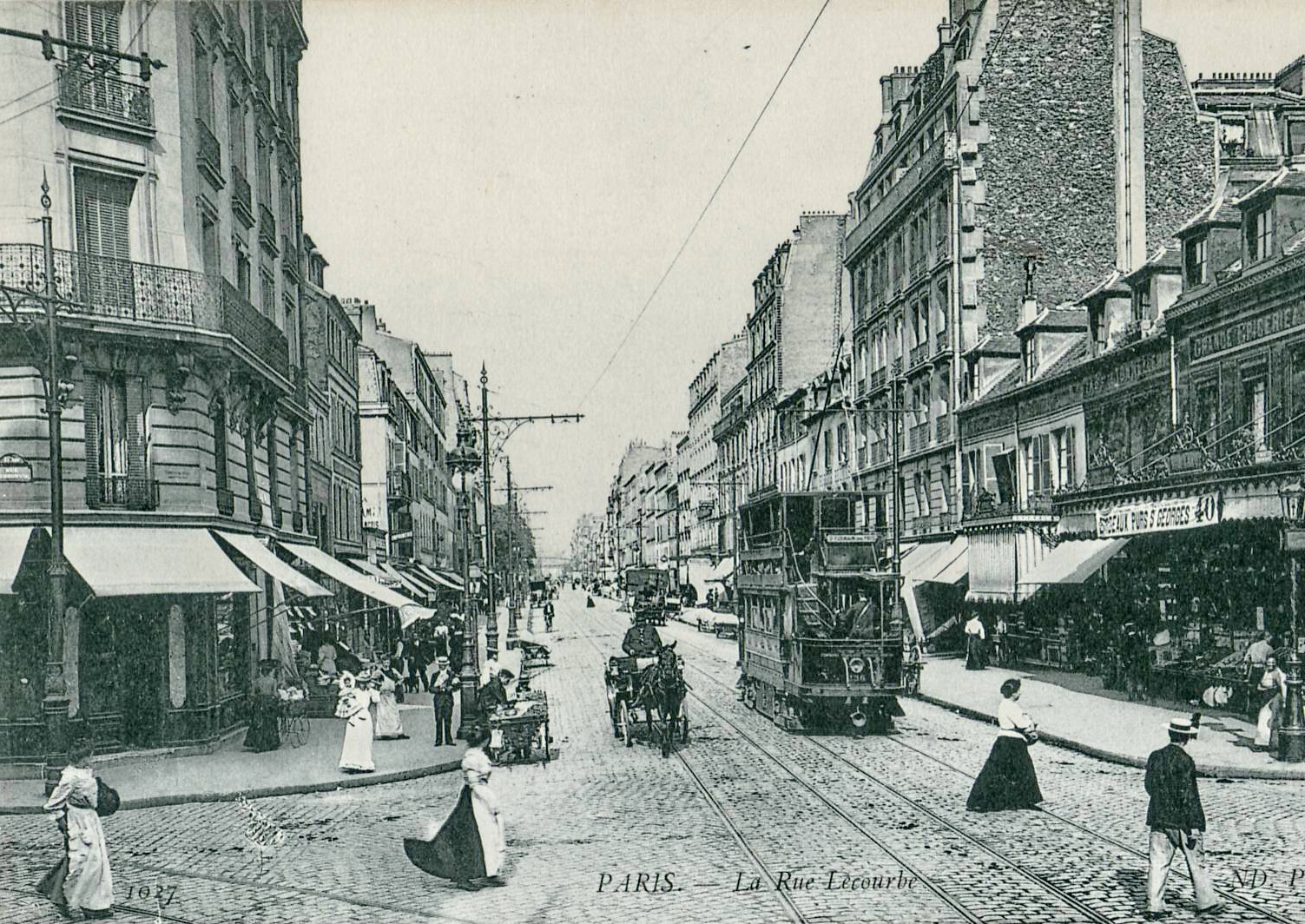
La rue Lecourbe, avant la Première Guerre mondiale.
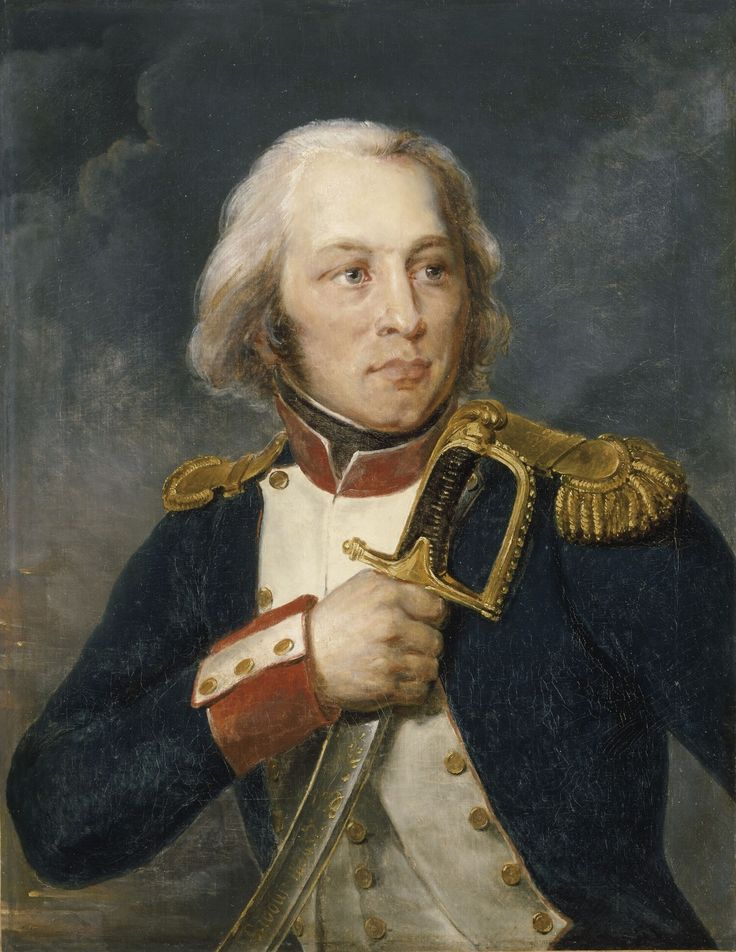
Portrait du général Lecourbe, œuvre non sourcée.

## Bâtiments remarquables et lieux de mémoire
- Proche de la rue Lecourbe (rue Péclet) se trouve la mairie du 15e arrondissement, face à laquelle se trouve le monument aux morts du 15e arrondissement (1934), œuvre de Charles Yrondi (1880-1960).

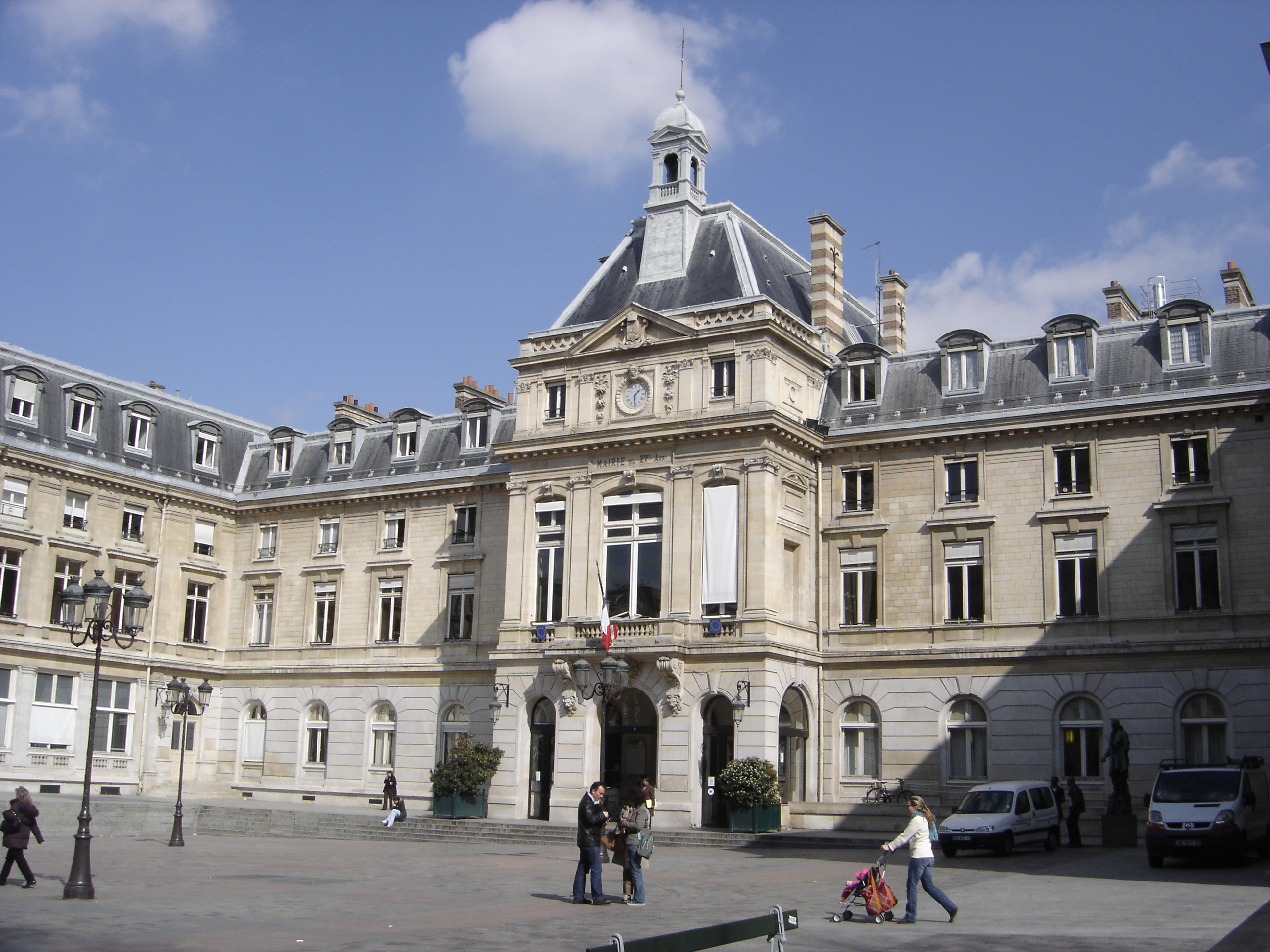
La mairie.

- No 3 : le peintre Lucien Jonas y avait un atelier en 1903[réf. nécessaire].

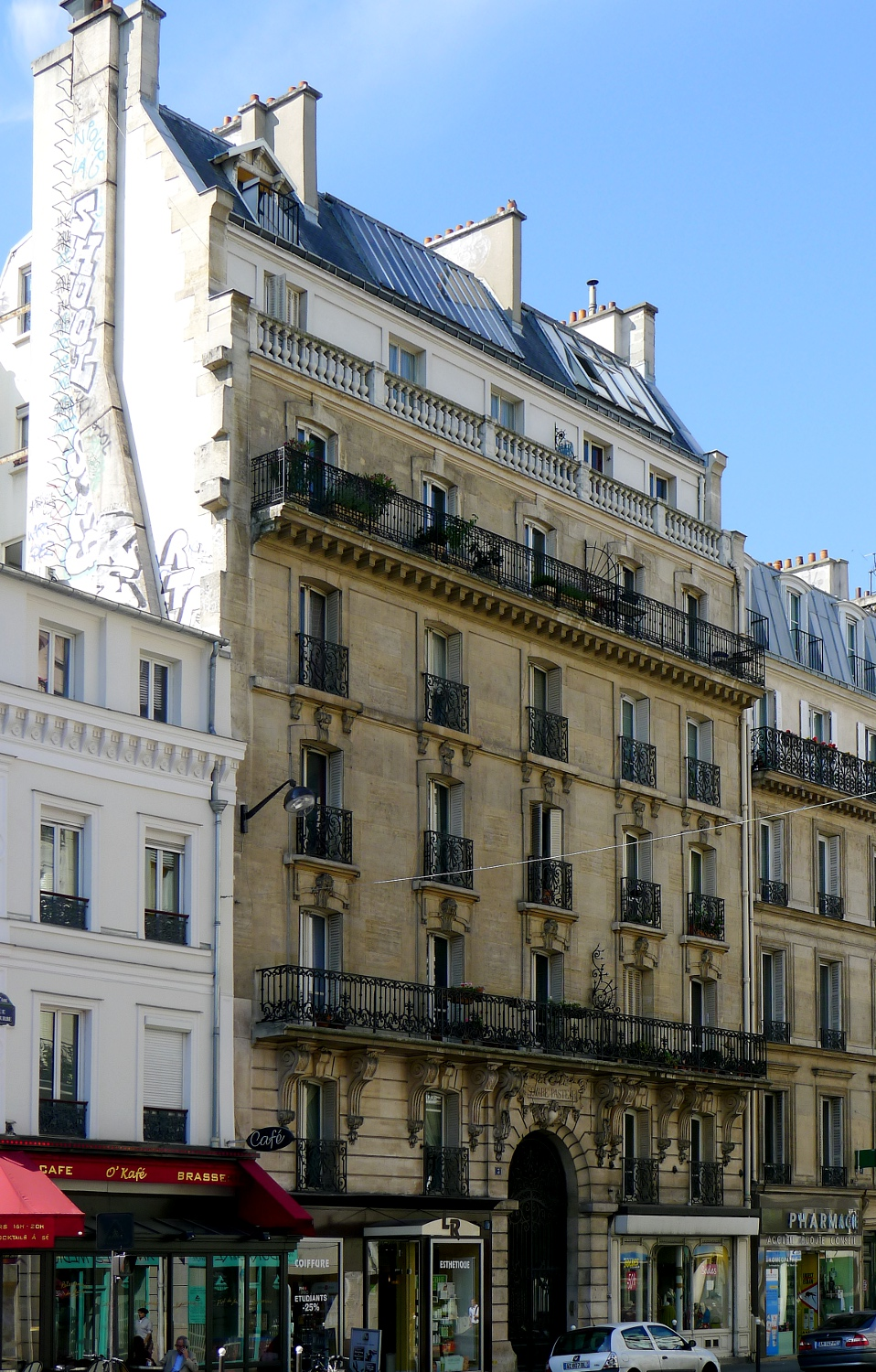
Immeuble du no 3 où se trouve l'entrée du square Pasteur.

- No 41 : emplacement de l'atelier du peintre Albert Brenet (1903-2005), de François Martin Salvat (1882-1974), de Charlotte Fauchet dit Toty-Fauchet, de Pierre Paul Émiot (1887-1975)[6].
- Nos 82 à 96 : emplacement d’une maison de campagne, dite La Folie ». Au XVIIIe siècle, elle était la dernière maison de Vaugirard, en direction du nord. Les jardins s’étendaient jusqu’à la rue Saint-Fiacre (nos 23 à 33). Elle est mentionnée sur les plans de Roussel (1730) et de Delagrive (1740). Une grande partie de la villa Poirier occupe l’emplacement[2].
- No 91, dans la cour : église Saint-Séraphin-de-Sarov.
- No 124 : Lucienne Boyer y habite à sa naissance[7]
- No 154 : ancienne salle des fêtes qui abrite aujourd'hui le tribunal d'arrondissement, la caisse des écoles et la bibliothèque Vaugirard[8].
- Nos 175 à 199 : emplacement, au XVIIe siècle, du « château Frileux », appelé aussi « château Fondue »[2].
- No 223 : centre Saint-Jean-de-Dieu[8]. École-collège privé catholique Saint-Jean de Dieu, sous contrat avec l'État.
- No 228 : une plaque commémorative rend hommage à la philosophe Simone Weil (1909-1943), qui y vécut de 1934 à 1935. Ouvrière à l'usine Alsthom installée dans la même rue, elle commença à écrire son Journal d'usine.

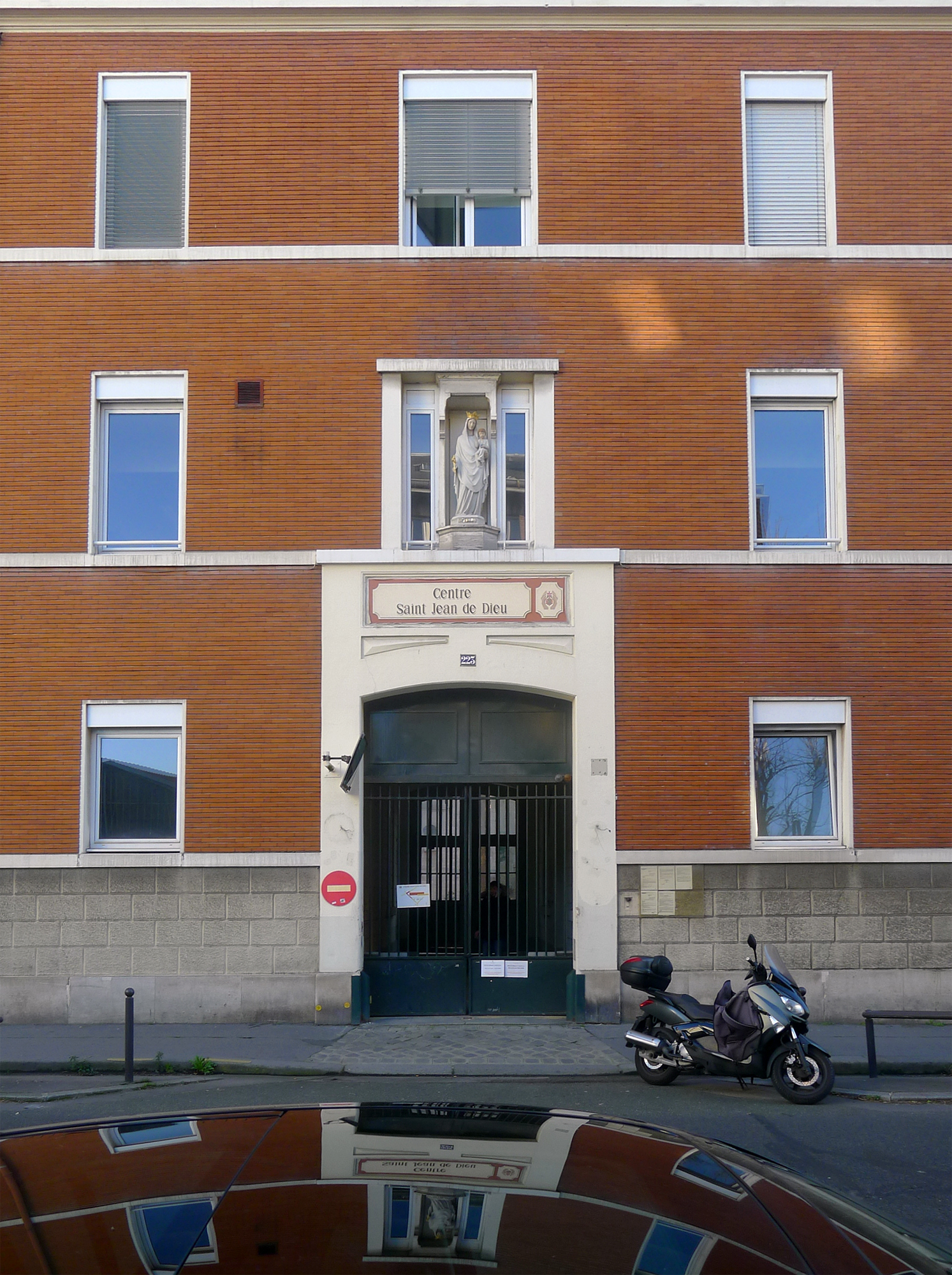
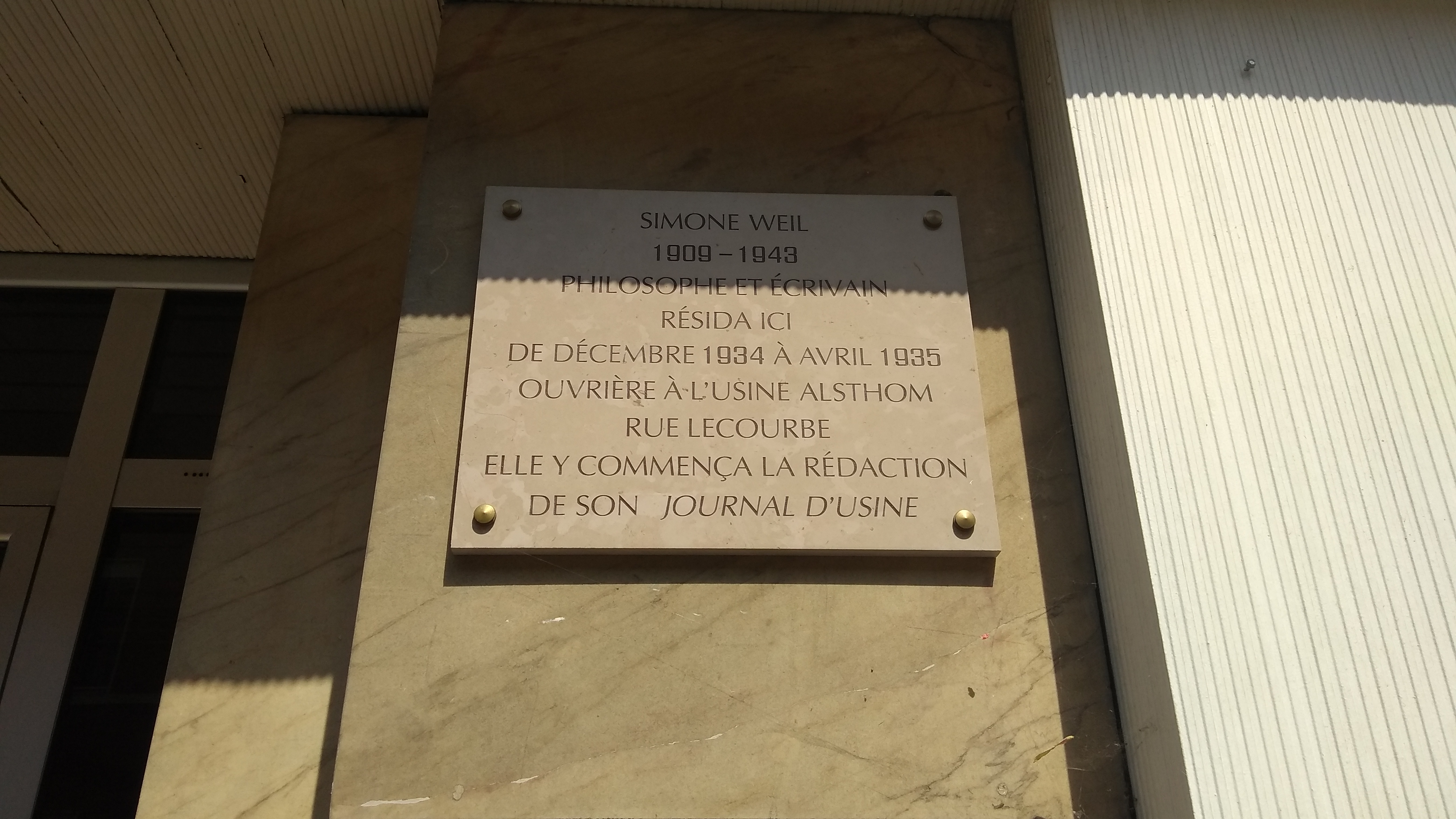
Plaque au no 228.

- No 230 : siège de la bagagerie d'Antigel[9].
- Nos 245 à 251 : emplacement du « château des Deux-Girouettes ». En 1926, la propriété a été lotie grâce à la création des rues du Commandant-Léandri, François-Mouthon et Jacques-Mawas[2].
- No 250 : à l'angle avec la rue de la Convention, s'installe en 1890 la société L'Éclairage électrique[10].
- No 257 : domicile du peintre Paul Gauguin[8].
- No 270 : siège du Conseil français du culte musulman (CFCM).
- No 318 : cimetière de Vaugirard.
- No 321 : lycée Louis-Armand, anciennement lycée Lecourbe, ouvert en 1973.
- Nos 349-351 : l'église Notre-Dame-de-Nazareth de Paris, ouverte en 1957.
- Nos 354-362 : immeuble Grand Pavois de Paris, vaste ensemble immobilier des architectes Fayeton et Hébert construit entre 1969 et 1971. Il remplace une usine Alsthom, entreprise issue de la société L'Éclairage électrique installée au 250 rue Lecourbe, transférée à ce niveau en 1899, absorbée par Thomson en 1918, qui devient Alsthom en 1928. L'usine fabriquait notamment du matériel électrique et des moteurs[11]

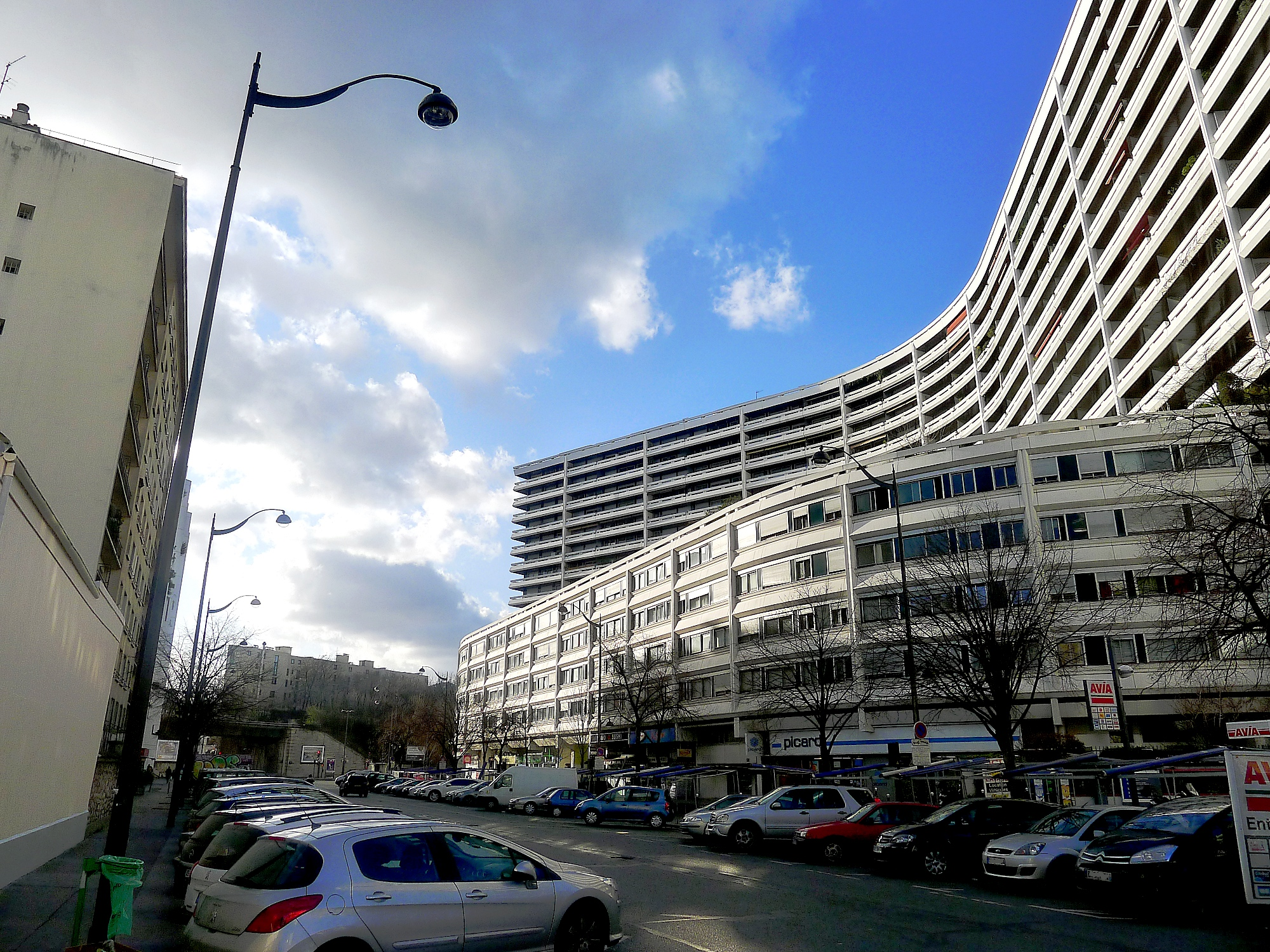
La rue Lecourbe au niveau de l'ensemble immobilier Grand Pavois de Paris.

- Petite Ceinture du 15e.

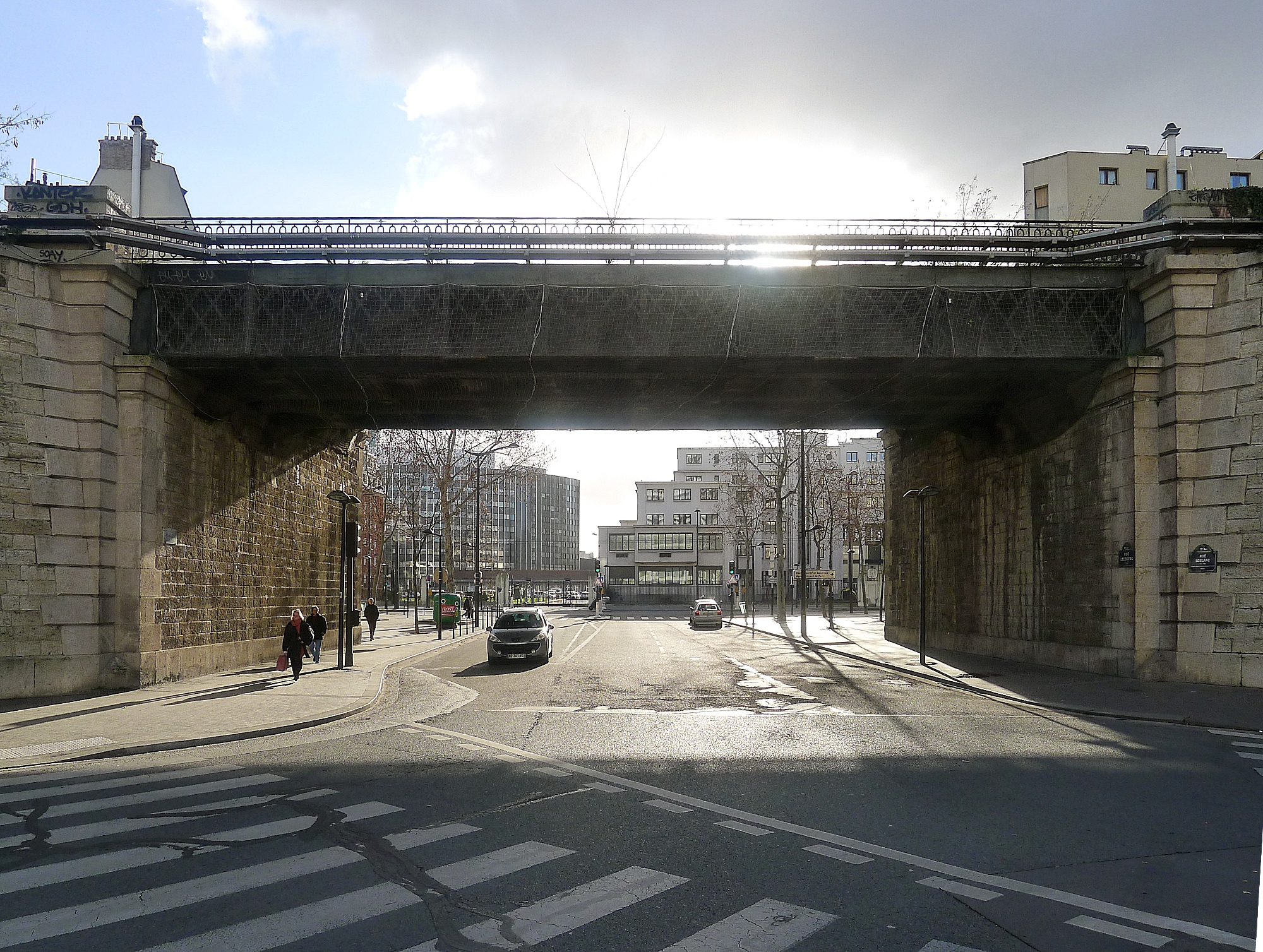
La rue Lecourbe rejoint le boulevard Victor en passant sous un pont du chemin de fer de Petite Ceinture devenu, en 2013, la Petite Ceinture du 15e.